# SHV Gas Brasil
SHV Gas Brasil, est une entreprise brésilienne d'exploitation et de distribution de ressources en gaz naturel. Elle est notamment la maison mère des entreprises Supergasbras et Minasgás.